# Heino Messerschmidt
Heino Hartwig Messerschmidt, lt. Geburtsregister Heinz Hartwig Messerschmidt, (* 10. Dezember 1915 in Braunschweig; † 22. Juni 1990 in Gokels, Holstein) war ein deutscher Tierzüchter und Verwaltungslandwirt.

## Leben
Messerschmidt wuchs in Hannover auf, studierte zunächst Veterinärmedizin an der Tierärztlichen Hochschule Hannover, danach Landwirtschaft an der Hochschule für In- und Auslandssiedlung Witzenhausen und an der Universität Göttingen mit einem Auslandsaufenthalt in Kamerun. Es folgten weitere Gastsemester in Uppsala (Schweden), Cambridge (UK, bei Sir John Hammond) und in Pretoria (Südafrikanische Union, SAU). Zur Zeit des Ausbruchs des Zweiten Weltkrieges befand sich Messerschmidt in Südafrika. Beim Versuch der Rückkehr nach Deutschland wurde er in Großbritannien festgehalten und nach Australien verbracht, wo er bis 1947 in einem Internierungslager leben musste. In dieser Zeit vervollkommnete er durch weitere Studien sein tierzüchterisches Wissen.
Zurückgekehrt nach Deutschland, nahm er die Tätigkeit als Milchkontrolleur in den Regionen Nordfriesland und Mittelholstein auf. Es folgte ab 1948 eine Anstellung beim Verband Rotbunter Schleswig-Holsteiner (Rinder; Geschäftsführer: Rudolf-Detlef Ratjen). 1950 holte ihn Robert Winnigstedt, der damalige Geschäftsführer der Arbeitsgemeinschaft Deutscher Tierzüchter (ADT), als Mitarbeiter nach Bonn.
In den folgenden 30 Jahren übernahm Messerschmidt vielfache Aufgaben:
- Teilnahme am Kongress der Europäischen Vereinigung für Tierproduktion (EVT) 1952 in Kopenhagen (Dänemark), aktive Mitarbeit in den Ausschüssen der EVT mit damaligem Sitz in Paris
- 1952 einige Monate Aufenthalt in Schweden mit Lehrauftrag an der Universität Uppsala
- 1953/57 und 1965/66 die Geschäftsführung der Deutschen Gesellschaft für Züchtungskunde (DGfZ) in Bonn
- langjähriges Mitglied im Hauptausschuss der DGfZ in Bonn
- 1954 zweimonatiger Aufenthalt in Jugoslawien sowie Beratungen mit dem „British Cattle Breeders Club“ in Großbritannien
- 1955 Aufenthalte in Kenia und Südafrika, 1956 in Nord- und Westafrika
- 1957/68 Gründung und Leitung des Auslandskontors der Deutschen Tierzucht e. V. in Bonn. Hier wurden die Aus- und Einfuhren von Zuchtvieh aus den einzelnen Regionen zentral gebündelt und vorbereitet. Die Durchführung des Geschäftes oblag der IMEX Deutsche Zucht- und Nutzvieh Im- und Exportgesellschaft m.b.H. in München. Diese wirkte von 1949 an, Messerschmidt war Mitglied des Aufsichtsrates
- 1962 dreimonatiger Aufenthalt in Griechenland im Auftrage der Weltbank
- 1966 Mitarbeit bei der Erstellung eines Zuchtprogrammes für die „Hunters Improvement Society“ (Vereinigung der Jagdpferdezüchter) in Großbritannien
- 1968/80 (in der Nachfolge von Robert Winnigstedt) hauptamtliche Geschäftsführung der ADT und der Arbeitsgemeinschaft Deutscher Rinderzüchter (ADR) in Bonn
- 1969 Aufenthalt in Neuseeland, 1974 in Japan und Australien
- Mitglied des Ständigen Komitees des Internationalen Kongresses für Fortpflanzung und Besamung der Haustiere und Generalsekretär des Kongresses 1972 in München
- Herausgeber der Fachzeitschrift der ADT „Der Tierzüchter“
- Mitherausgeber der Zeitschrift „Reproduction in Domestic Animals – Zuchthygiene“
- Beratung der Landwirtschaftsverwaltung der Bundesrepublik Deutschland zu Fragen der Tierzucht und tierischen Erzeugung
- Vielfacher Consultant zur Vorbereitung der Tierzuchtgesetzgebung in Europa, dazu viele Kontakte nach Großbritannien, Frankreich, den Niederlanden und anderen Staaten der Europäischen Wirtschaftsgemeinschaft (EWG),
- Auslandsverpflichtungen in Indien und Thailand für die Deutsche Entwicklungshilfe und die Weltbank; weitere Aufenthalte in Australien, China, Japan
- Langjähriger fachlicher Kontakt mit dem ehem. Botschafter der Sowjetunion in der BRD Falin
- Rege Vortragstätigkeit. Im Ausland beherrschte er dazu die schwedische, englische, französische und italienische Sprache sowie Afrikaans (Amtssprache für Südafrika)

## Hauptwerk
- Die Tierzucht Schwedens unter besonderer Berücksichtigung der Nachkommenprüfung und der Forschungstätigkeit der schwedischen Tierzuchtwissenschaft. Bonn : ADT, 1957
- Möglichkeiten der Rinderhaltung in Thailand unter besonderer Berücksichtigung der Milchwirtschaft. Mit Toni Meggle. Bonn, 1961
- Die Tierzucht und Milchwirtschaftsfarm Savar / Dacca, Ostpakistan. Mit Toni Meggle, Bonn : MELF, 1962
- Möglichkeiten eines Projektes für die Förderung der tierischen Erzeugung in Obervolta (Westafrika). Mit Hans Georg Kmoch. Bonn, 1963
- Tierzucht im Zwiespalt – Brückenschlag zwischen Wissenschaft und Praxis. Von Allan Fraser, übers. von Heino Messerschmidt, Hamburg : Parey, 1964.
- China-Reise 1978 – aus der Sicht der Tierproduktion. Bonn: ADT, 1978
- Unsere Leistungsprüfungen im internationalen Vergleich, wohin geht der Weg ? Vortrag auf der Hauptversammlung des Landeskontrollverbandes Schleswig-Holstein 1979, Kiel : LKV Schleswig-Holstein, 1980
- Einheimische Rinderrassen in Afrika. In: Handbuch der Tierzüchtung, Parey, Bd. 3, 1. Teil, S. 452–459,
- Rinderrassen in USA, Kanada und Südamerika, mit Fritz Haring, Handbuch der Tierzüchtung, Parey, Bd. 3, 1. Teil, S. 422–432
- Herausgeber der Fachzeitschrift „Der Tierzüchter“
- Mitherausgeber der Zeitschrift „Reproduction in Domestic Animals – Zuchthygiene“

## Würdigung
Messerschmidt hatte ein umfassendes Wissen und verstand es in seinen vielfältigen beruflichen und ehrenamtlichen Tätigkeiten, zur Lösung von Fragen der Fortpflanzung und Zuchthygiene sowie der Tierzucht und -produktion bei allen Nutztierarten beizutragen und dabei zwischen Wissenschaft und Praxis sowie national und international zwischen Verbänden und Verwaltungen durch seine Persönlichkeit zu vermitteln.

## Auszeichnungen
- Mitglied des Ständigen Komitees des Internationalen Kongresses für Fortpflanzung und Besamung der Haustiere und Generalsekretär des Kongresses 1972 in München
- Ehrenpromotion zum Dr. agr. h. c. durch die Landwirtschaftlichen Fakultät der Universität Göttingen
- Ehrenbürgerschaft durch die Tierärztliche Hochschule Hannover
- Max-Eyth-Denkmünze in Silber der Deutschen Landwirtschafts-Gesellschaft (DLG)
- Professor-Niklas-Medaille des Bundesministers für Ernährung, Landwirtschaft und Forsten
- Carl-Theodor-Schneider-Preis der Tierzuchtabteilung der DLG
- 1985 Hermann-von-Nathusius-Medaille in Gold der DGfZ
- Verdienstorden der Republik Österreich
- Ehrenmedaille der Deutschen Reiterlichen Vereinigung (FN)
- Ehrenmedaille der Universität Pretoria
- Ehrenmedaille des Italienischen Pferdezuchtverbandes
- Ehrenmedaille des Ägyptischen Landwirtschaftsministeriums
- Ehrenmedaille der italienischen Accademia Nazionale d´ Agricoltura
- Ehrenbürger der Stadt Dallas, Texas, USA